# Bradley Beach
Bradley Beach é um distrito localizado no estado americano de Nova Jérsei, no Condado de Monmouth.

## Demografia
Segundo o censo americano de 2000, a sua população era de 4793 habitantes. 
Em 2006, foi estimada uma população de 4784, um decréscimo de 9 (-0.2%).

## Geografia
De acordo com o United States Census Bureau tem uma área de 
1,6 km², dos quais 1,5 km² cobertos por terra e 0,1 km² cobertos por água.

## Localidades na vizinhança
O diagrama seguinte representa as localidades num raio de 4 km ao redor de Bradley Beach. 